# Io bacio... tu baci
Io bacio... tu baci è un film del 1961, diretto da Piero Vivarelli.
La pellicola rientra nel genere, tipicamente italiano, dei cosiddetti musicarelli.

## Trama
Marcella, spigliata figlia di un ricco industriale dell'edilizia, tenta di convincere l'anziano proprietario di un'osteria a vendere la sua proprietà per non ostacolare la costruzione di un sontuoso complesso residenziale. Ma scopre che quel fatiscente locale che il padre vorrebbe radere al suolo, in realtà è un punto di riferimento per gli scanzonati ragazzi del quartiere, che in breve riescono a conquistarla, portarla dalla loro parte e spingerla a dissuadere il padre dai suoi intenti. Nel frattempo, tutti insieme, trasformano la taverna in un locale trendy dove si esibiscono gli artisti più in voga del momento.

## Colonna sonora

### Canzoni
- Mina:
  - Le mille bolle blu
  - Passione
  - Serafino Campanaro
  - Chou chou
  - Il cielo in una stanza
  - Io bacio... tu baci
- Jimmy Fontana con The Flippers
  - Il diavolo
  - Il tempo si è fermato
  - Mare di dicembre
- Gianni Meccia
  - Patatina
- Gianni Meccia e Jimmy Fontana con The Flippers
  - Cha cha cha dell'impiccato
- Adriano Celentano
  - 24.000 baci
- Peppino di Capri con i Rockers
  - A pianta 'e stelle
  - I te vurria vasa'
- Tony Dallara
  - Un uomo vivo
- Tony Renis
  - Tenerezza

## Accoglienza

### Incassi
Incasso accertato a tutto il 31 marzo 1964 Lit. 294.331.523